# Chiesa di Santo Stefano Protomartire (Romans d'Isonzo)
La chiesa di Santo Stefano Protomartire si trova a Fratta, frazione di Romans d'Isonzo (GO). Parrocchiale sino al 1987, attualmente questa chiesa è filiale di quella del capoluogo comunale.

## Storia

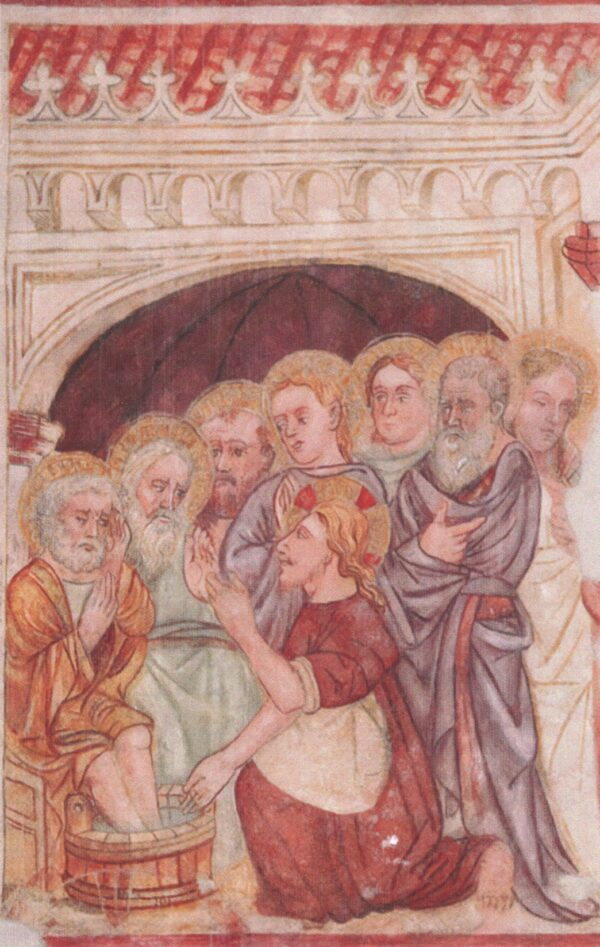
Affresco della Lavanda dei piedi

La primitiva chiesa di Fratta venne costruita probabilmente tra i secoli XII e XIII. Nel Quattrocento l'edificio fu ampliato e il campanile a vela edificato per volere dell'allora parroco don Marco Vasio. Nello stesso periodo furono eseguiti gli affreschi della navata. 
Nel 1678 venne realizzato l'altar maggiore e, nel 1694, la chiesa fu praticamente rifatta. Tra il 1912 ed il 1913 vennero restaurati gli affreschi raffiguranti Scene del Nuovo Testamento. Nel 1987 la parrocchia di Fratta venne soppressa ed unita a quella di Romans. Due anni dopo l'edificio subì un importante lavoro di restauro.